# Pipino de Landen
Pipino de Landen o Pipino el Viejo (en francés: Pepin Le Vieux, 580-27 de febrero de 639 o 640) fue mayordomo de palacio de Austrasia a partir de 615, durante el reinado de tres reyes merovingios, pero Dagoberto I le quitó el cargo en 629. Tras la muerte del rey y con el advenimiento de su sucesor, Sigeberto III, volvió a ejercer su cargo y lo conservó hasta su muerte.
El padre de Pipino es llamado Carlomán por la Crónica de Fredegario, que constituye la fuente principal de su vida. Su nombre proviene, seguramente, de su lugar de nacimiento, Landen, actualmente en Bélgica. También se lo conoce como Pipino I y su sobrenombre (el Viejo) procede de su posición como cabeza de la familia, que a partir de él empezó a llamarse de los Pipínidas. Con el matrimonio de su hija Bega de Austrasia con Ansegisel, hijo de Arnulfo de Metz, el clan de los Pipínidas y el de los Arnúlfidas se unieron, dando origen a la que luego se conocerá como familia Carolingia.
Su otra hija, Gertrudis (626-659), fue abadesa de Nivelles, llegó a ser santa y es patrona de Landen.
Nombró a su hijo Grimoaldo (616-656) mayordomo de palacio. Grimoaldo fue ejecutado en París después de haber usurpado el poder real.
Su otro hijo varón fue Bavón, quien fue canonizado y se convertiría en San Bavón de Gante.
Pipino poseía un vasto dominio en Austrasia.